# Slot Sigmaringen
Slot Sigmaringen (Duits: Schloss Sigmaringen, ook Hohenzollernschloss) is een voormalig keurvorstelijk residentieslot en administratieve zetel van de vorsten van Hohenzollern-Sigmaringen in de Baden-Württembergse stad Sigmaringen. 

## Ligging
Het slot ligt in de zuidelijke rand van de Schwäbische Alb. Het werd gebouwd op een langwerpige kalkstenen klif uit de Jura. De rots is 20 meter lang en steekt zo'n 35 meter boven de Donau uit. Het is het grootste slot dat langs de Donau gelegen is. 

## Geschiedenis
Het eerste kasteel in Sigmaringen verscheen al aan het einde van de vroege middeleeuwen. Het werd voor het eerst vermeld in 1077 na de onsuccesvolle belegering van de burcht door Rudolf van Rheinfelden in zijn strijd tegen Keizer Hendrik IV. De familie Helfenstein renoveerde het kasteel in 1200. In 1272 kwam Sigmaringen onder bewind van het graafschap Montfort en in 1290 verkocht de graaf het kasteel aan de Habsburgers. Voor 1325 werd het kasteel dan weer verder verkocht aan het graafschap Württemberg.
Van 1460 tot 1500 renoveerden de graven van Werdenberg de militaire burcht tot een versterkt residentieslot en breidden het ook aanzienlijk uit. Na het overlijden van het laatste mannelijke lid van de familie Werdenberg verleende keizer Ferdinand I het leen aan Karel I van Hohenzollern. Zijn zoon Karel II was de stichter van de Hohenzollern-Sigmaringen-lijn van de Hohenzollern-familie. Tussen 1576 en 1606 liet hij het kasteel opnieuw verbouwen. In 1623 werd de familie bevorderd van graven tot rijksvorsten van het Heilige Roomse Rijk. Tijdens de Dertigjarige Oorlog werd het slot belegerd door Zweedse troepen. Het oostelijke deel van het kasteel werd hierbij door een brand verwoest. Vorst Meinrad I liet in 1658 en 1659 de oostelijke vleugel herbouwen. Vorst Jozef liet in 1736 het kasteel moderniseren en bouwde de ridderzaal, deze werd in 1867 gerenoveerd en kreeg toen de naam stamvaderzaal. 
Anton Alois liet van 1815 tot 1817 de graanschuur ombouwen tot een gebouw van vijf verdiepingen (Wilhelmsbau). Zijn zoon Karel schafte de horigheid en enkele andere oude middeleeuwse wetten af. Hij liet ook een hospitaal bouwen. Na de revolutie van 1848 trad Karel af ten voordele van zijn zoon Karel Anton. Hij renoveerde het kasteel opnieuw en maakte er een ontmoetingsplaats van voor de rijke Europese adel. Zijn zoon Leopold kreeg de Spaanse kroon aangeboden nadat de Spaanse koningin Isabella II gedwongen moest aftreden. Hij werd gesteund door de Pruisische eerste minister Otto von Bismarck, maar kreeg tegenwind van de Franse keizer Napoleon III. Leopold werd gedwongen het aanbod af te slaan, maar de extra eisen van Frankrijk en het versturen van het Emser Depesche resulteerden in de Frans-Duitse Oorlog van 1870. Na de dood van zijn vader regeerde Leopold van 1885 tot 1905. In 1893 werd de oostelijke vleugel door een brand verwoest. Twee jaar later werd begonnen met de heropbouw. Bij de heropbouw werd ook de Portugese galerij gebouwd. 
Na de invasie van de geallieerden in 1944 werd de regering van Vichy-Frankrijk door de Duitsers, onder protest van maarschalk Pétain, naar het slot overgebracht en de Gestapo verbande de familie uit het slot. Pétain bleef tot april 1945 in het slot en weigerde elk contact met de andere Franse gevangenen, die in Sigmaringen nog een regering in ballingschap (Commission gouvernementale française pour la défense des intérêts nationaux) oprichtten. 
Momenteel staat Karl Friedrich van Hohenzollern aan het hoofd van de familie en hij woont ook in het slot. 